# Stürmische Ernte – In Dubious Battle
Stürmische Ernte – In Dubious Battle (Originaltitel: In Dubious Battle) ist ein US-amerikanisches Filmdrama von James Franco. Der Film basiert auf dem gleichnamigen Roman von John Steinbeck, der in einer deutschen Übersetzung mit dem Titel Stürmische Ernte veröffentlicht wurde, und feierte am 3. September 2016 im Rahmen der Filmfestspiele von Venedig 2016 seine Premiere.

## Handlung
In den USA der 1930er Jahre beginnen die Landarbeiter damit, sich zu organisieren, Gewerkschaften zu gründen und für ihre Rechte zu kämpfen. Der Farmarbeiter und Aktivist Jim Nolan wird damit beauftragt, einen Streik der Landarbeiter auf einer Apfelpflückerplantage in einem Tal in Kalifornien zu organisieren, wo der Lohn, den die Arbeiter erhalten, kaum zum Leben reicht. Nolan heuert gemeinsam mit seinem Parteifreund Mac McLeod auf der Plantage an. Die meisten Pflücker wollen dort einfach nur Arbeit haben, auch wenn sie dabei gnadenlos ausgebeutet und schlecht bezahlt werden. Jim und Mac erkennen, dass sie den älteren Arbeiter Al Anderson überzeugen müssen, wenn sie ihre Ziele umsetzen wollen, und der Weg zu seiner Unterstützung führt über dessen Tochter Lisa. Jim und Mac nutzen den aufkommenden Unmut, einen Aufstand gegen die schlechten Arbeitsbedingungen anzuzetteln. Anfänglich werden seine Bemühungen von Erfolg gekrönt, doch dann schlagen die Plantagenbesitzer zurück, und hierbei zeigt sich, dass nicht alle Arbeiter auf der Seite der Gewerkschaft stehen.

## Produktion

### Stab und Besetzung
Matt Rager schrieb auf Grundlage der Romanvorlage von John Steinbeck die Drehbuchadaption. James Franco, der beim Film auch Regie führte, übernahm die Rolle des Aktivisten Mac McLeod. Nat Wolff ist in der Rolle seines Freundes Jim Nolan zu sehen.

### Veröffentlichung
Der Film feierte am 3. September 2016 im Rahmen der Filmfestspiele von Venedig seine Premiere. Am 5. September 2016 wurde er beim Deauville American Film Festival vorgestellt und ab 12. September 2016 beim Toronto International Film Festival. Am 17. Februar 2017 kam der Film in ausgewählte US-amerikanische Kinos.

## Rezeption
Boyd van Hoeij von The Hollywood Reporter sagt, technisch gesehen handele es sich um eine mäßige Independent-Produktion.